# Сказочные шахматы Грольмана
Разновидности сказочных шахмат, предложенные трёхкратным чемпионом мира по шахматной композиции Л. В. Грольманом из Казани.

## Казанские шахматы
Вид сказочных шахмат из серии «следуй за лидером»: при проведении хода на оставленное фигурой поле ходит другая фигура того же цвета, на вновь освободившееся поле — следующая фигура и т.д.
Если на освободившееся поле могут ходить одновременно несколько фигур того же цвета, то очередность такая: пешка, конь, слон, ладья, ферзь, король (т.е. предпочтение отдается слабым фигурам), каждая фигура в цепочке одного хода участвует только один раз.
В случае рокировки на одно из освободившихся полей ходит слабейшая фигура.
При возможности хода на освободившуюся клетку двух (или более) одноимённых фигур, сторона вправе выбрать любую из них.
Специфика этого вида сказочных шахмат предполагает возможность хода связанной фигурой в случае, когда её место занимает другая фигура.
В нотации вся цепочка ходов записывается в скобках за первым ходом.

## Татарстанские шахматы
В этом варианте шахмат (предложены в 1999 году) вводится следующее дополнительное условие. При защите фигур своего цвета защищаемая фигура превращается в ту фигуру, которая её защищает, естественно, кроме короля. Если в поле действия превращенной фигуры попадают другие фигуры своего цвета, то они также превращаются в эту фигуру и т. д. Ход заканчивается, когда в цепочке превращений последняя превращенная фигура не защищает фигур своего цвета.
После проведения хода, если происходит защита как белых, так и черных фигур, цепочка превращений проходит одновременно как с белыми, так и с черными фигурами, а в случае защиты сразу нескольких фигур одного цвета, в цепочке превращений предпочтение отдается слабым фигурам с соблюдением такой очередности: пешка, конь, слон, ладья, ферзь. То есть сначала проводятся все превращения в пешку, затем в коня и т. д. Если пешкой защищается фигура на последней горизонтали, то она после первоочередного превращения в пешку может превращаться в любую фигуру.
В нотации вся цепочка ходов записывается в скобках за первым ходом. Эффект трансформации фигур в татарстанских шахматах накладывает свою специфику при реализации различных замыслов.
В обоих близнецах необходимо сначала превращение черной пешки в ферзя, а затем в легкую фигуру.